# Bablari Dewanganj
Bablari Dewanganj is een census town in het district Nadia van de Indiase staat West-Bengalen.

## Demografie
Volgens de Indiase volkstelling van 2001 wonen er 6565 mensen in Bablari Dewanganj, waarvan 50% mannelijk en 50% vrouwelijk is. De plaats heeft een alfabetiseringsgraad van 68%.